# Ига Идунганран
Ига Идунганран (англ. Iga Idunganran) — замок, официальная резиденция короля (Обы) города Лагос. Туристическая достопримечательность, расположен на острове Лагос.

## История
Этимология
«Ига» на языке йоруба означает «Королевский дом» или же дворец, а «Идун» означает землю, место или звуки, в то время как «ганран» — это перец. Соответственно, с йоруба Ига «Идунганран» переводится как «дворец, построенный на перечной ферме» — место замка ранее использовалось в качестве фермы.
Существование
С начала XV-го века остров Лагос принадлежал первому жителю острова, вождю Аромире, дворянину Ифе, который использовал его в качестве рыболовной станции и перцовой фермы. Первый дворец-замок на этом месте был построен португальцами в 1670 году для Обы Габаро (1669—1704), а современная его часть была завершена и введена в эксплуатацию 1 октября 1960 года премьер-министром Нигерии Абубакаром Тафава Балева. Большинство использованных материалов были привезены из Португалии для сохранения древнего строения. Короли Адениджи Адель и Адеинка Ойекан достраивали здание, а в 2007—2008 годах замок снова был модернизирован нынешним королём Рилваном Акиолу совместно с правительством штата Лагос и музеем Нигерии. Ига Идунганран, помимо исполнения функций официальной резиденции также служит административным центром острова и рынком, принимает гостей во время фестиваля Эйо.
Захоронения
Все Обы Лагоса до Акитое захоранивались в Бенине. Им было предложено устроить усыпальницу королей, где ныне похоронены все его преемники за исключением Сануси Олуси и Косоко.
Святыни
В замке хранятся две святыни Лагоса — Эшу, перед которым молятся короли, и Огун, железная статуэтка неизвестного существа, у которого есть своя жрица.